# Ctenochares bicolorus
Ctenochares bicolorus is een insect dat behoort tot  de familie van de gewone sluipwespen (Ichneumonidae)]. De wetenschappelijke naam werd gepubliceerd door Carl Linnaeus in 1767.